# Zbraschauer Aragonithöhlen
Die Zbraschauer Aragonithöhlen (tschechisch Zbrašovské aragonitové jeskyně) befinden sich drei Kilometer südlich von Hranice na Moravě im Okres Přerov, Tschechien.
Sie liegen im Weißkirchener Karst in einem Seitental der Bečva auf dem Gebiet der Gemeinde Teplice nad Bečvou. 
Die Höhlen wurden 1921 entdeckt und sind seit 1926 öffentlich begehbar. Sie sind hydrothermal entstanden und die einzigen ihrer Art, die in Tschechien für den Besucherverkehr geöffnet sind.
In den Höhlen, die eine Gesamtlänge von 900 m haben, herrscht eine Temperatur von 14 °C. Auf einer Strecke von 300 m sind sie öffentlich zugänglich. Im Innern befinden sich Aragonitgebilde, wie zum Beispiel Geysirstalagmiten.
In der Nähe der Höhlen liegt auch der Weißkirchener Abgrund.